# 小行星2060
2060 凱龍（2060 Chiron，发音为/ˈkaɪrən/ KYE-rən），是查爾斯·科瓦爾在1977年於外太陽系發現的小行星（回溯發現影像已追溯到1895年），它是第一顆被發現軌道在土星和天王星之間的新族群半人馬小行星的一員。 
雖然他最初被分類為小行星，稍後發生它究竟是小行星還是彗星的爭議。如今，它被分在這兩類當中，做為彗星的名稱是 95P/開朗 。
值得注意的是名稱上容易與在1978年發現的冥王星衛星凱倫（英文：Charon）混淆，而凱龍是依據希臘神話中的半人馬命名的。

## 軌道
凱龍的軌道有很高的離心率，近日點在土星軌道的內側，遠日點剛好在天王星的近日點外側（然而尚未達到天王星的平均距離）。在近代，凱龍最接近土星的時刻是720年的5月，期數值剛好小於30 G米；它幾乎從未接近天王星，因為它是在天王星遠於平均距離之處橫越天王星的軌道。
因為它是第一顆被發現有這種軌道的小行星，軌道在外行星之間的小行星，因此吸引了大家的興趣。因為它的近日點在土星控制的區域，遠日點在天王星控制的區域，所以它被稱為SU天體。半人馬小行星的軌道是不穩定的，由於大行星的攝動，歷經千萬年之後終將因為重力而改變軌道或離太陽系而去。凱龍大概是從古柏帶逃出來的難民，可能會經歷百萬年而成為短周期彗星。

## 物理特性
在1988年12月，距離太陽12天文單位時，凱龍的亮度增加了75% ，這種行為是彗星的類型而非小行星。後續在1989年4月的觀測顯示凱龍已發展出彗星狀的彗髮 ，凱龍被發現的時刻，凱龍正在遠日點的附近，而在向近日點接近時呈現出彗髮的現象，或許可以解釋早先未能觀察到彗星的行為。凱龍依然活躍的事實意味著它進入這條軌道的時間可能還沒有很久。
凱龍被正式的認定既是彗星也是小行星，是這兩者之間的分界有模糊之處的徵兆。曾經使用過原始彗星的名稱，大約150 公里的直徑也遠大於一般的彗核。
自從凱龍被發現以來，其他的半人馬小行星也陸續被發現，並且都被歸類為小行星，但仍持續觀察他們是否有可能類似彗星的行為。厄開克洛斯也出現了彗星的彗髮，現在也有了彗星的名稱174P/厄開克洛斯。半人馬小行星的Okyrhoe在2008年初經過近日點時，光度也明顯的增加。
其它還有非人馬族的小行星被分類為主帶彗星：(4015)威爾遜-哈靈頓、 7968 Elst-Pizarro、和118401 LINEAR。

## 環
凱龍被懷疑有兩道環，類似於較明顯的女凱龍星的環。基於1993年11月7日意料之外的掩星事件，和1994年3月9日與2011年11月7日，最初被解釋為凱龍星類似於彗星噴氣事件活動相關聯的事件，凱龍的環被提出明確的定位在半徑324（± 10）之處。它們因為視角不斷的變化，很大程度的可以解釋凱龍外觀上亮度的長期變化，並因而可以估計其反照率和大小。此外，它可以假設環的水冰，解釋凱龍的光譜，包括環在2001年的消失（當環以側面朝向地球），以及譜線的水冰吸收譜帶的強度變化。同樣的，經由光譜測量凱龍環的幾何反照率測量，也符合用於解釋凱龍長期的光度變化。
凱龍環的極在黃道座標的首選是λ = 144°±10°，, β = 24°±10°。環的寬度、分離和光學厚度等結構，都與女凱龍星環的相似，表示負責這兩者的結構類型是幾乎完全相同的。此外，它們的環也在各自的洛希極限內。

## 外部連結
- Orbital simulation from JPL (Java) / Ephemeris （页面存档备份，存于）
- 95P/Chiron （页面存档备份，存于） at Cometography （页面存档备份，存于）

| 前一小行星： 2059 Baboquivari | 小行星列表 | 後一小行星： 2061 Anza |

| 週期彗星                    | 週期彗星   | 週期彗星                        |
| --------------------------- | ---------- | ------------------------------- |
| 前一顆彗星 94P/羅素四號彗星 | 95P/Chiron | 後一顆彗星 96P/梅克賀茲一號彗星 |
| 週期彗星列表                |            |                                 |